# Mykola Azarov
Nikolaj Janovič Azarov (in ucraino Микола Янович Азаров? in russo Николай Янович Азаров?; Kaluga, 17 dicembre 1947) è un politico ucraino, ha ricoperto dall'11 marzo 2010 fino al 28 gennaio 2014 l'incarico di Primo ministro dell'Ucraina. Questa carica è stata ricoperta ad interim anche in due brevi periodi (7-28 dicembre 2004 e 5-24 gennaio 2005). È stato vice-primo ministro del premier Viktor Janukovyč ed è il leader del Partito delle Regioni.
Dal luglio 2014, Azarov è nella lista internazionale dei ricercati per presunto abuso di potere. Il 19 gennaio 2015 il tribunale distrettuale di Kiev di Pechersk Raion ha emesso un mandato di arresto come misura preventiva per consentire l'estradizione di Azarov dalla Federazione Russa.  Azarov è  oggetto di sanzioni internazionali da parte di Stati Uniti, Unione Europea, Norvegia, Canada e Svizzera a causa del suo ruolo nell'Euromaidan. Nel 2015, ha istituito un governo in esilio che è stato ampiamente visto come un burattino filo-russo.

## Biografia
Mykola  Azarov nacque a Kaluga, nella RSSF Russa (facente parte dell'Unione Sovietica) da famiglia russa ed estone; si laureò all'Università statale di Mosca, ottenendo poi il dottorato in geologia e mineralogia; si trasferì a vivere stabilmente in Ucraina nel 1984.

## Carriera politica
Azarov ricoprì la carica di capo del comitato economico della Verchovna Rada (il Parlamento ucraino) dal 1995 al 1997; fu anche per un lungo periodo capo dell'amministrazione delle tasse statali. Insieme all'allora ministro Kyrpa, Azarov riuscì a mantenere legami molto stretti con Leonid Kučma durante i suoi due mandati presidenziali.
Più tecnocrate che politico, Azarov fu nominato vice primo ministro e ministro delle finanze alla fine del novembre 2001 nel governo di Viktor Janukovyč; durante questo governo, fu implementato un insieme di riforme economiche, tra cui riforme fiscali, delle tasse e delle pensioni. La crescita annuale del PIL raggiunse il 9,6% nel 2003 e il 12,1% nel 2004 (2,7% nel 2005), e gli investimenti crebbero del 31,3% e del 28% (1,9% nel 2005).
Azarov ricoprì la carica di Primo ministro ad interim dal 7 dicembre al 28 dicembre 2004, dopo che Janukovyč fu dimesso dal Presidente Kučma nel mezzo delle controverse elezioni presidenziali. Dopo il turno di ballottaggio, Janukovyč cercò di riassumere la propria carica di Primo Ministro, ma non riuscendovi, si dimise il 31 dicembre 2004. Il governo si dimise ufficialmente il 5 gennaio 2005, e Azarov fu nominato di nuovo Primo Ministro ad interim. Ricoprì tale posizione fino all'inaugurazione del Presidente Viktor Juščenko; fu sostituito nella carica il 24 gennaio da Julija Tymošenko.
Azarov rimase un forte alleato di Janukovyč, e restò deputato per il Partito delle Regioni. Quando Janukovyč divenne di nuovo Primo Ministro il 4 agosto 2006, Azarov fu nominato Vice Primo Ministro e Ministro delle Finanze.

### Primo Ministro
A seguito delle elezioni presidenziali in Ucraina del 2010, Janukovyč propose il 21 febbraio tre candidati alla carica di Primo ministro: Serhij Tihipko, il deputato di Ucraina Nostra Arsenij Jacenjuk e Mykola Azarov.
La Verchovna Rada ha nominato Azarov Primo Ministro l'11 marzo 2010. 242 su 343 deputati hanno votato in favore della nomina. A seguito degli eventi di "Euromaidan" ha rassegnato le dimissioni il 28 gennaio 2014 lasciando il paese per trasferirsi in Austria. Dal 23 febbraio 2014 Azarov vive in Russia.